# Ypthima caratonus
Ypthima caratonus är en fjärilsart som beskrevs av Hans Fruhstorfer 1911. Ypthima caratonus ingår i släktet Ypthima och familjen praktfjärilar. Inga underarter finns listade i Catalogue of Life.